# Phyllodoce mernoensis
Phyllodoce mernoensis är en ringmaskart som beskrevs av Knox 1960. Phyllodoce mernoensis ingår i släktet Phyllodoce och familjen Phyllodocidae.
Artens utbredningsområde är havet kring Nya Zeeland. Inga underarter finns listade i Catalogue of Life.